# Fondo (metropolitana di Barcellona)
Fondo è una stazione della linea 1 e della linea 9 Nord della metropolitana di Barcellona. La stazione si trova sotto il Camí del Fondo de Badalona nel quartiere di Fondo di Santa Coloma de Gramenet. La stazione inaugurata nel 1992 divenne da allora il capolinea della L1.
Il 13 dicembre 2009 è stata inaugurata la stazione della linea 9 per il tratto da Bon Pastor a Can Zam.